# Kolędówki
Kolędówki – położona na wysokości 809 m przełęcz w Paśmie Jałowieckim, które w regionalizacji fizycznogeograficznej Polski według Jerzego Kondrackiego zaliczane jest do Beskidu Makowskiego, w nowszej regionalizacji z 2018 roku do Beskidu Żywiecko-Orawskiego, a w najszerszym ujęciu do Beskidu Żywieckiego. Przełęcz Kolędówki znajduje się w tym paśmie pomiędzy szczytami Kolędówka i Solnisko
W całkowicie porośnięte lasem północno-zachodni stok pod przełęczą wcina się dolinka potoku będącego dopływem Siwcówki. Trawersuje je stokowa droga leśna do zwózki drzewa. Górna część południowego stoku, opadająca do doliny Skawicy jest bezleśna, zajęte przez pola i zabudowania osiedli Zawoi. Budynki tych osiedli dochodzą niemal do samego grzbietu pasma, do szlaku turystycznego prowadzącego grzbietem Pasma Jałowieckiego. Dzięki temu z Kolędówek otwiera się szeroki widok na Pasmo Babiogórskie, Pasmo Policy i dolinę Skawicy. Poniżej przełęczy ze stoków tych wypływa potok Podjaworski.
Nazwa przełęczy pochodzi od nazwisko Kolęda. Przełęcz Kolędówki była często malowana przez Władysława Fronta zwanego malarzem Babiej Góry.
Na przełęczy, przy szlaku stoi murowana, odnowiona kapliczka, obok niej ławka i tablica dydaktyczna z opisem przyrodniczym tego miejsca. Nieco poniżej tego miejsca jest niewielki parking. Na przełęcz Kolędówki wyjechać można stromą drogą z osiedla Wełcza w Zawoi. Przez przełęcz biegnie granica między miejscowościami Stryszawa i Zawoja, obydwie w powiecie suskim, województwie małopolskim.

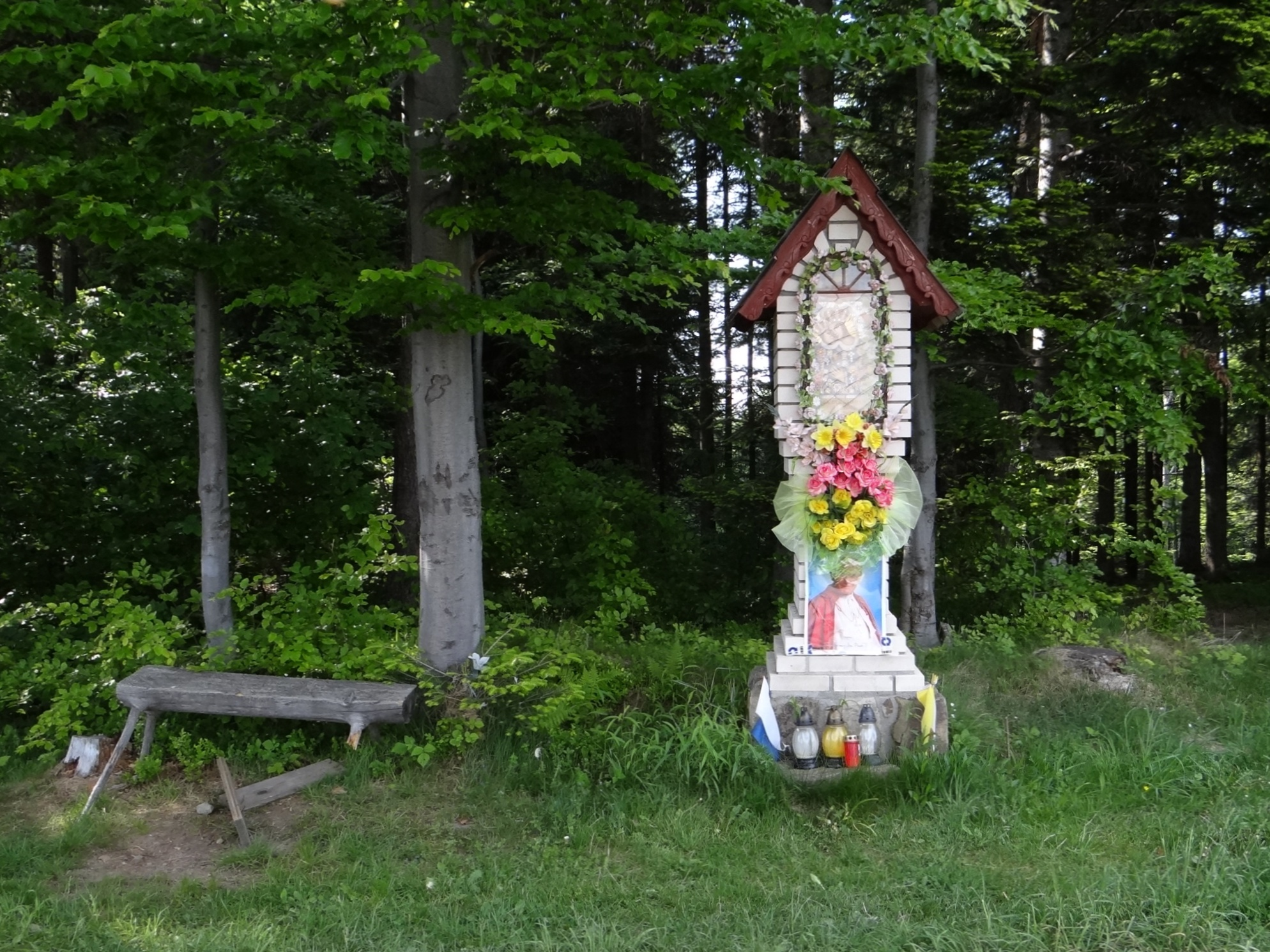
Kapliczka na przełęczy Kolędówki

## Szlaki turystyczne
przełęcz Przysłop – Kiczora – Arcygłówka – Solnisko – Kolędówki – Kolędówka – Babiarzówka – Opaczne – Jałowiec – Czerniawa Sucha – Lachów Groń – Koszarawa. Czas przejścia 6 h, ↓ 6:05 h.
 Stryszawa Górna – Siwcówka – przełęcz Kolędówki – Jaworówka – Zawoja centrum